# Viscri
Pour les articles homonymes, voir Weisskirchen.
Viscri (en allemand Weißkirch, Deutsch-Weißkirch, Deutschweißkirch, en hongrois Fehéregyháza, Szászfejéregyház, Szászfehéregyháza ; les noms en allemand et en hongrois signifient "Église blanche") est un village appartenant à la commune de Bunești du județ de Brașov, en Transylvanie, Roumanie. Viscri est un village retiré, situé entre la route qui relie Brașov à Sighișoara et la route qui relie Rupea à Mediaș. Malgré son isolement, ce village peut se vanter d'abriter l'une des plus spectaculaires églises fortifiées de la Transylvanie, inscrite au patrimoine UNESCO.

## Histoire
Malgré le fait que le village soit mentionné dans des documents qu'en 1400 en tant que Alba ecclesia ("Église blanche"), des fouilles archéologiques ont montré que la localité remonte au moins au début du XIIe siècle. Plusieurs objets trouvés dans des tombes ainsi que les vestiges d'une chapelle prouvent qu'au XIIe siècle la localité fut peuplée par des Sicules, alors qu'à partir du XIIIe siècle elle fut habitée par des Saxons.
Le roi Charles III alors prince de Galles se prend d'affection pour la région et le village, et y achète des résidences pour les transformer en maisons d'hôtes respectueuses du développement durable à partir de 2006. Il crée une fondation pour protéger et entretenir le patrimoine local. 

## L'Église fortifiée
L'Église de Viscri fut construite à partir du XIIIe siècle sur les bases d'une chapelle plus ancienne et les travaux (notamment ceux de fortification) ont continué jusqu'au XVIe siècle. L'Édifice, tout comme celui du village voisin de Homorod, est l'une des rares constructions en style roman bien préservées dans la région. La fortification comporte deux murs d'enceinte ainsi que plusieurs tours et bastions construits à des époques différentes.

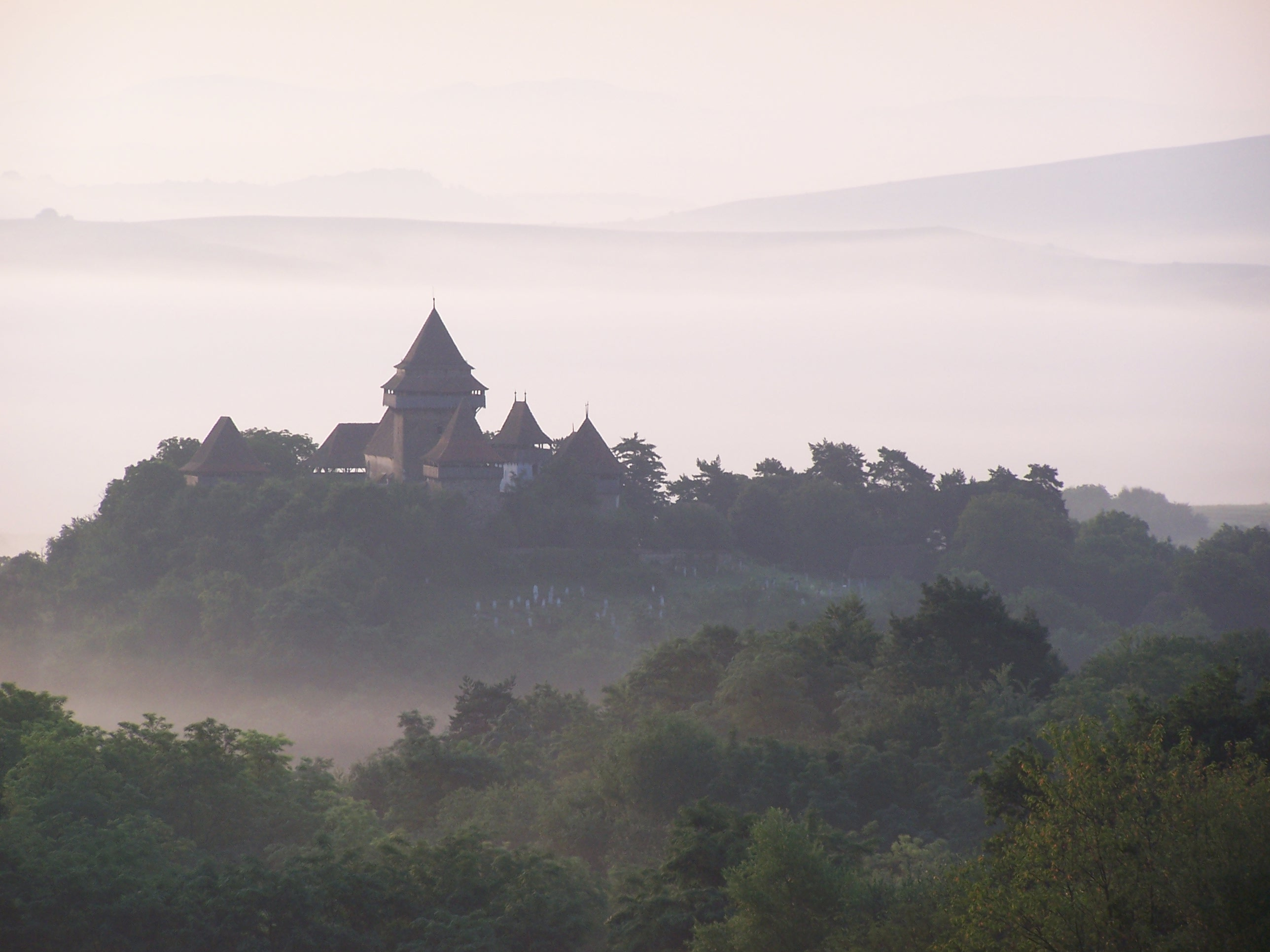
L'Église fortifiée de Viscri
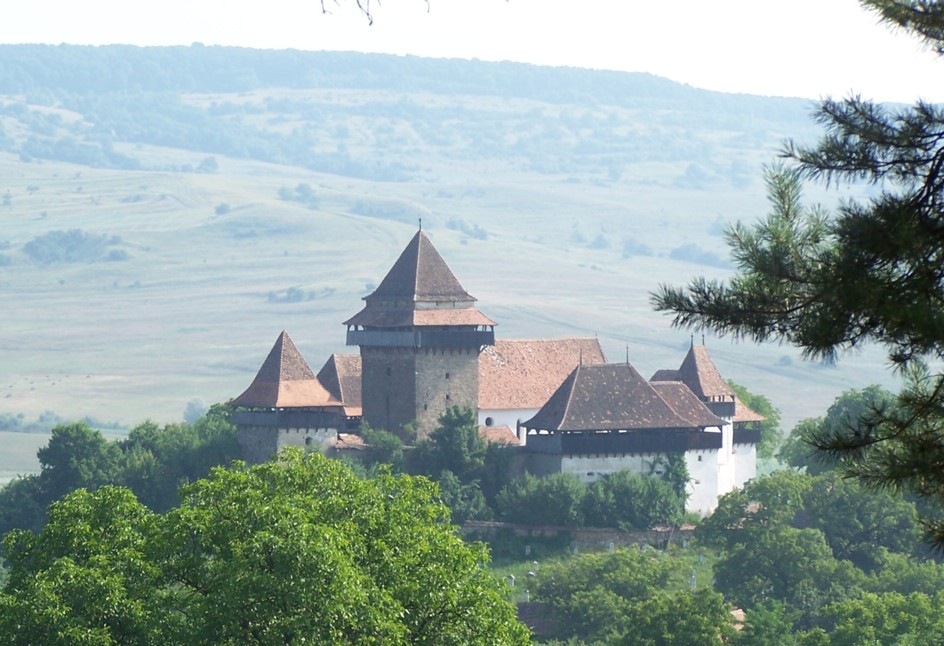
L'Église fortifiée de Viscri
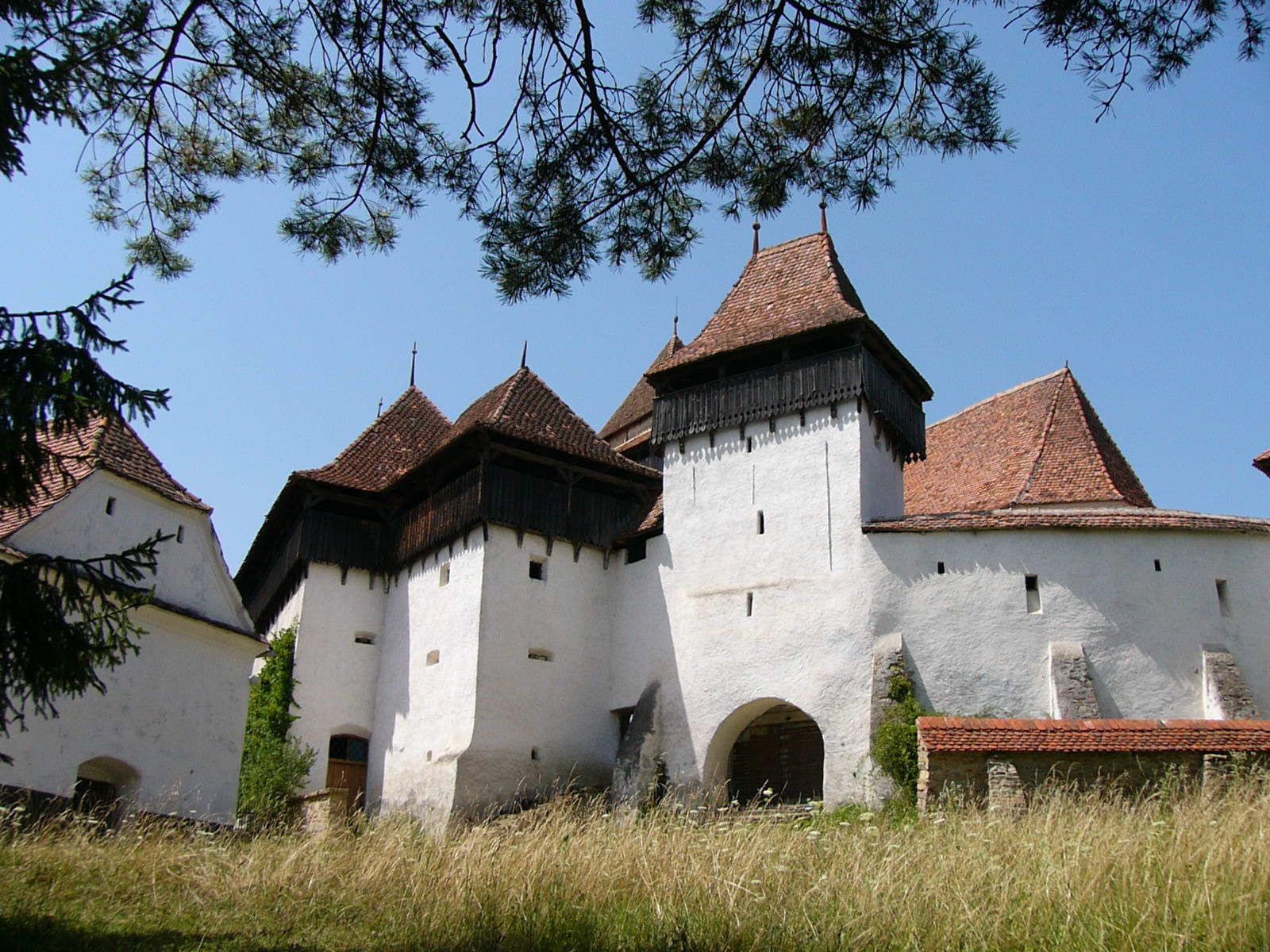
L'Église fortifiée de Viscri